# František Fiedler
František Fiedler (13. prosince 1858 Dvory u Prachatic – 28. ledna 1925 Praha) byl český národohospodář a rakousko-uherský, respektive předlitavský, mladočeský politik. V letech 1907–1908 ministr obchodu Předlitavska.

## Biografie
Odborně se profiloval jako národohospodář a právník. Po studiích práv byl promován sub auspiciis imperatoris, publikoval knihy o dějinách zemědělství v českých zemích. Krátce působil v justici, pak se stal tajemníkem českého zemského výboru (v zemském výboru setrval až do konce roku 1898). Přednášel na obchodní akademii. Vyučoval na české technice, kde od roku 1891 nastoupil docenturu v oboru zemědělského zákonodárství a kde byl roku 1899 jmenován profesorem právních a státních věd. Učil také na právnické fakultě Univerzity Karlovy v Praze jako profesor správní vědy a správního práva, kde byl navíc jedno funkční období děkanem.
Od roku 1901 byl poslancem Říšské rady (celostátní parlament) za městskou kurii, obvod Karlín, Smíchov. Nastoupil sem 29. října 1901 místo Josefa Kaizla. Mandát obhájil ve volbách roku 1907, konaných již podle rovného volebního práva, bez kurií, kdy byl zvolen za okrsek Čechy 016. Opětovně získal za tentýž obvod poslanecké křeslo ve volbách roku 1911. V Říšské radě setrval až do konce monarchie. Od roku 1901 rovněž zasedal jako poslanec Českého zemského sněmu.
Roku 1901 je uváděn jako mladočeský kandidát. Po volbách roku 1907 i 1911 zasedl v poslaneckém klubu Český klub.
Na českém sněmu se podílel na vypracování zákona o zápisu do pozemkových knih a dalších předloh. Byl do něj volen za obvod Poděbrady-Městec Králové, na Říšskou radu za obvod Smíchov-Karlín.
Vrchol jeho politické kariéry nastal počátkem 20. století, kdy se za vlády Maxe Becka stal dodatečně ministrem obchodu Předlitavska. Funkci zastával v období 9. listopadu 1907 – 15. listopadu 1908. Byl členem mladočeské strany a poslancem za tuto stranu. Do funkce ministra ho vybral výkonný výbor strany. Původně měl být ministrem jiný mladočeský předák, Josef Herold. Když už se chystal na převzetí úřadu, bylo mu ovšem sděleno, že vedení strany pro vládní post vybralo Fiedlera. Ve funkci ministra řešil přetrvávající jazykové česko-německé spory a vleklá jednání o rakousko-uherském finančním vyrovnání.
I po odchodu z vlády byl aktivní v politice, zejména na parlamentní úrovni. V listopadu 1910 byl zvolen předsedou Českého klubu, volné aliance etnicky českých nesocialistických stran na Říšské radě. V roce 1915 se podílel za mladočeskou stranu na konzultacích ohledně vytvoření Národního souručenství (nezaměňovat se stejnojmennou organizací za Protektorátu Čechy a Morava), které mělo být střechovou koalicí všech českých politických stran. V této době představoval v mladočeské straně aktivistické, prorakouské křídlo. Když se roku 1916 stal Karel I. novým rakouským císařem, povolal si Fiedlera na konzultaci ohledně českých postojů k vládě a státu. V té době již ale údajně Fiedler panovníkovi tlumočil, že samostatnost je převažujícím stanoviskem Čechů. Poslancem Říšské rady zůstal Fiedler až do zániku monarchie v roce 1918.
Po vzniku Československa se již výrazněji veřejně neangažoval. Když byl počátkem 20. let zavražděn ministr financí Alois Rašín, spekulovalo se o něm jako o možném nástupci, ale ministrem se nestal. Zemřel na srdeční chorobu. Pohřben byl v rodinné hrobce na Olšanských hřbitovech.